# Akwa Ibom
Akwa Ibom est un État fédéré du sud-est du Nigeria créé le 23 septembre 1987.

## Géographie

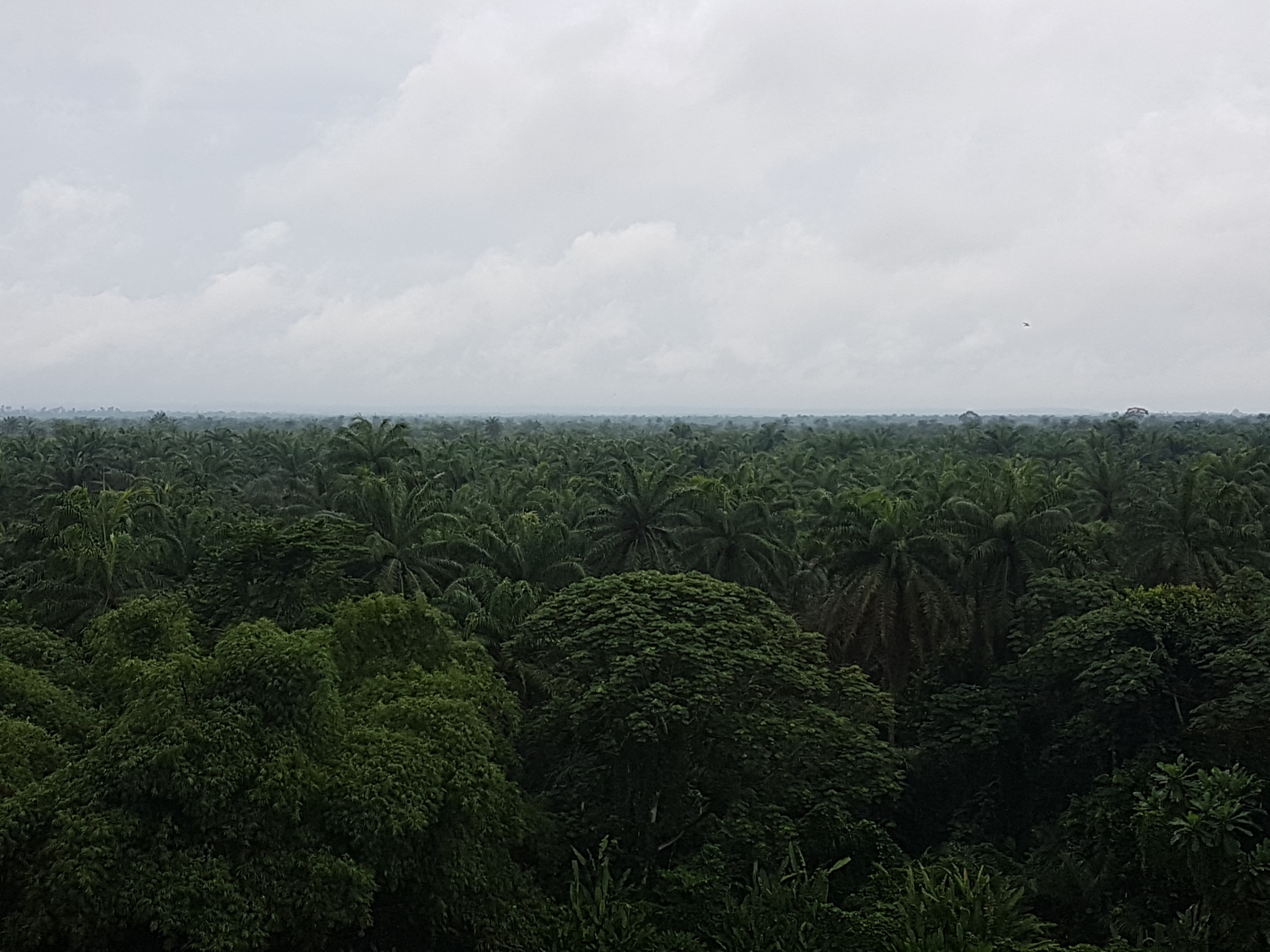
Forêt tropicale près d'Uyo.

Il est bordé à l'est par l'État de Cross River, au nord par l'État d'Abia et à l'ouest par l'État de Rivers. Il possède 129 km de côtes sur l'océan Atlantique.
|        | Abia            |             |
| Rivers | Akwa Ibom       | Cross River |
|        | Golfe de Guinée |             |

## Subdivisions administratives
À sa création l'État d'Akwa Ibom compte dix zones de gouvernement local (LGA pour local Government Area). Ce nombre est maintenant porté à 31 : Abak, Eastern Obolo, Eket, Esit-Eket, Essien-Udim, Etim-Ekpo, Etinan, Ibeno, Ibesikpo-Asutan, Ibiono-Ibom, Ika, Ikono, Ikot-Abasi, Ikot-Ekpene, Ini, Itu, Mbo, Mpkat-Enin, Nsit-Atai, Nsit-Ibom, Nsit-Ubuim, Obot-Akara, Okobo, Onna, Oron, Oruk-Anam, Udung-Uko, Ukanafun, Uruan, Urue-Offong-Oruko et Uyo.

## Économie
L'État d'Akwa Ibom vit principalement de la pêche, de cultures halieutiques, de petit commerce et d'artisanat. Quelques petites et moyennes entreprises de technologies modernes se sont implantées, pour la plupart dans sa capitale (Uyo). L'État d'Akwa Ibom est aussi riche en pétrole et en gaz. Des prospections permettent d'augurer de grands gisements miniers souterrains.

## Personnalités
- Ebiti Ndok, seule femme candidate à l'élection présidentielle de 2011 (pour le Parti national uni).